# Èsquines d'Esfetos
Èsquines (en Plantilla:Lang-grc-la) fou un filòsof atenès deixeble de Sòcrates. Hom l'acostuma a anomenar Èsquines socràtic, per diferenciar-lo del polític i orador Èsquines d'Atenes, molt més conegut. Era originari del dem d'Esfetos.
Segons Diògenes Laerci, era fill d'un venedor d'embotits o, segons altres, de Lisànies. Era amic de Sòcrates a través la seva família, i el gran filòsof l'apreciava. Diògenes diu també que va ser Èsquines, i no Critó, el que es va oferir per ajudar a Sòcrates a escapar de la presó.
La major part de la seva vida la va passar en una gran pobresa, i Sòcrates li va aconsellar que procurés no manllevar diners i reduís les seves necessitats diàries. Després de la mort de Sòcrates, segons Ateneu de Nàucratis, va obrir una botiga de perfums amb diners prestats, però, arruïnat, es va veure obligat a marxar d'Atenes.
Segurament per necessitat, va seguir el que en aquell temps feien els filòsofs i va anar a Siracusa on l'amistat amb Aristip el va consolar del menyspreu de Plató. Va viure a l'illa fins a la caiguda de Dionís el Jove, quan va retornar a Atenes. Allà va considerar inútil competir amb els seus grans contemporanis i va obrir una acadèmia privada. Els deixebles de Plató es burlaven d'ell anomenant-lo sofista perquè cobrava per les classes que impartia. Va escriure diàlegs, com feia Plató, on Sòcrates era el principal orador. A la seva època es considerava que els va escriure amb molta precisió, explicant clarament les idees del mestre. Es creu que aquests diàlegs expressaven les seves pròpies experiències amb Sòcrates.
Han arribat fins avui els títols i alguns fragments de tres diàlegs que se li atribueixen, però sembla que no són autèntics.
- Περὶ ἀρετῆς εἰ διδακτόν (Peri aretés ei didaktón "Sobre la perfecció de l'esperit i l'ensenyança").
- Ἐρυξίας ἤ περὶ πλούτου (Eryxias é peri ploutou)
- Ἀξίοχος ἤ περὶ Θανάτου (Axiochos é peri thanátou.

Diògenes Laerci ha conservat els títols de set dels seus diàlegs, considerats autèntics. Per una indicació de Demetri de Falèron se sap que els diàlegs d'Èsquines eren plens d'ironia socràtica.